# Свети Йоан Рилски (Пловдив)
„Свети Йоан Рилски“ е православна църква в град Пловдив, посветена на българския светец Йоан Рилски. Църквата се намира в квартал „Каршияка“, на ул. „Васил Левски“ № 85 в район „Северен“. Дворът на църквата има вход и от ул. „Свети Иван Рилски“.

## История
Според предание, още през XVIII в. в пловдивско предградие на север от река Марица е съществувал малък параклис, посветен на св. Йоан Рилски Чудотворец. През 1848 г. Стоян Тодоров Чалъков е издействал султански ферман за построяване на по-голям храм за нуждите на нарасналото население в северната част на града. Той и зет му Димитрика Мицора – пловдивски търговец и бегликчия, грък родом от Мецово, даряват средства за построяване на храма. Помощи осигурил и българският възрожденски деец Александър Екзарх, намиращ се по това време в Цариград. Запазено е писмо до него от църковното настоятелство, което го уведомява за тържественото освещаване на храма на 6 ноември 1849 г. и го моли да бъдат изпратени богослужебни книги.
Първият свещеник е поп Златан Груев Кинов, които е и първият български учител в училището, построено към храма. С него служи и поп Анастасий. Архитектурата на храма е била трикорабна псевдобазилика. Майсторите строители са неизвестни. Дърворезбата на иконостаса е изпълнена от братята Димитър и Антон Станишеви. Димитър е изработил и владишкия трон. Стените на храма са изписани през 1864 – 1865 г. от пазарджишките зографи – братовчедите Стефан Андонов и Атанас Гюдженов, завършили преди това стенописите на пазарджишката „Св. св. Константин и Елена“. Техни помощници са Андон Варски и Милтиади Николов, син на зографа Никола Одринчанин.
На 3 март 1923 г. при пожар сградата на храма е унищожена до основи. Оцеляла е само камбанарията, построена отделно в двора на църквата. Веднага след това започва събиране на средства за нов храм. На 19 септември 1925 г. митрополит Максим полага основния камък. Строежът е завършен през 1929 г. Проектът е на арх. Христо Бърнев, а строителният надзор на инж. Христо Бъчваров. Архитектурата на новия храм е еднокорабна, с кръстовиден наос и полусферичен купол. Нова камбанария е издигната над притвора, а източната стена е полукръгла апсида. Към архитектурата успешно са адаптирани мотиви от старото българско църковно изкуство.
През 1931 г. резбарят Атанас Филаретов изработва иконостаса и амвона, а следващата година Иван Тосков украсява архиерейския трон. Големите царски икони са дело на калоферския художник иконописец Кирил Кънчев. Целият комплекс – храмът и свещеническият дом – получават завършен вид през 1935 г. След построяване на черковната сграда и свещеническия дом (1935 г.) целият комплекс получава завършен вид. На 15 октомври 1938 г. новоръкоположеният митрополит Кирил освещава храма.
Изписването на стените през 1948 г. е дело на колектив под ръководството на проф. Димитър Гюдженов, син на зографа Атанас Гюдженов и членове на колектива са проф. Георги Богданов, съпругата му Олга Богданова и др..
Храмов празник – 19 октомври.

## Украса и оформление
- В северния край на иконостаса върху аналой е иконата от 1854 г. „Взиграние“, която изобразява св. Богородица, заобиколена от 12-те апостоли.
- Освен сцените от живота на Иисус Христос и св. Богородица, интерес предизвикват църковно-историческите композиции „Св. св. Кирил и Методий проповядват на народа“ и „Св. Йоан Рилски връща даровете на цар Петър“.

## Паметници
- При източната страна на храма е оформен неголям некропол в ансамбъл с исторически паметници. Това са надгробията на заслужили свещеници, духовни водачи, учители, борци за национално освобождение, радетели за Съединението на България като поп Манол Коларов и Христо Костов – поп Тачо.
- От двете страни на апсидата са монтирани две възпоменателни плочи на загиналите в Балканската и в Първата световна войни жители от „Каршияка“.
- Друг забележителен исторически паметник показва мястото, където са погребани двамата руски унтерофицери Раков и Разбицкий, загинали при освобождението на Пловдив в Руско-турската освободителна война на 2 януари 1878 г.